# Alto Tatra
Alto Tatra (eslovaco y checo: Vysoké Tatry, polaco: Tatry Wysokie) es una sierra en las fronteras entre Eslovaquia y Polonia (voivodato de Pequeña Polonia). Forma parte de las montañas Tatras Orientales.

## Descripción
Con sus once picos por encima de los 2500 m s. n. m., el Alto Tatra es, junto con los Cárpatos meridionales, la única cordillera con carácter alpino en todos los 1200 km de largo de los Montes Cárpatos.
La mayor parte de los picos más altos de las montañas están situados en Eslovaquia. El punto más alto es Gerlachovský štít, con 2655 m. Muchas plantas y animales raros y endémicos son naturales del Alto Tatra. Grandes depredadores, como el oso, el lince europeo, la marta, el lobo y el zorro viven allí.
La zona es bien conocida por sus deportes de invierno. Entre las estaciones de esquí están Štrbské pleso, Starý Smokovec y Tatranská Lomnica, en Eslovaquia, y Zakopane en Polonia. La ciudad de Poprad es la puerta a las estaciones del Tatra eslovaco.
El primer parque nacional transfronterizo europeo, el parque nacional Tatra (Tatranský národný park), fue creado en Eslovaquia en 1948, mientras que el parque Tatrzański Park Narodowy, en Polonia, fue creado en 1954.
Partes de la película Eragon, de 2006, fueron filmadas en esta cadena montañosa.

## Picos

### Picos más altos

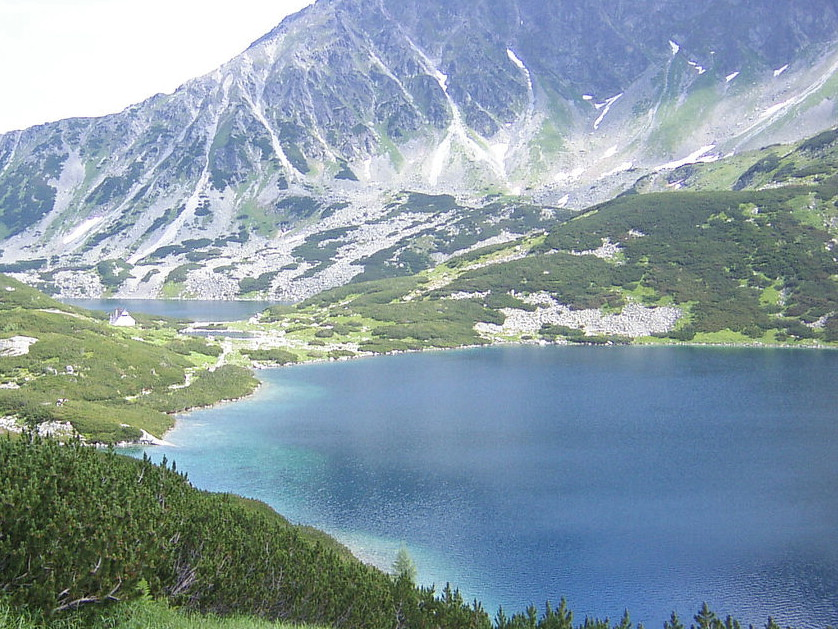
Valle

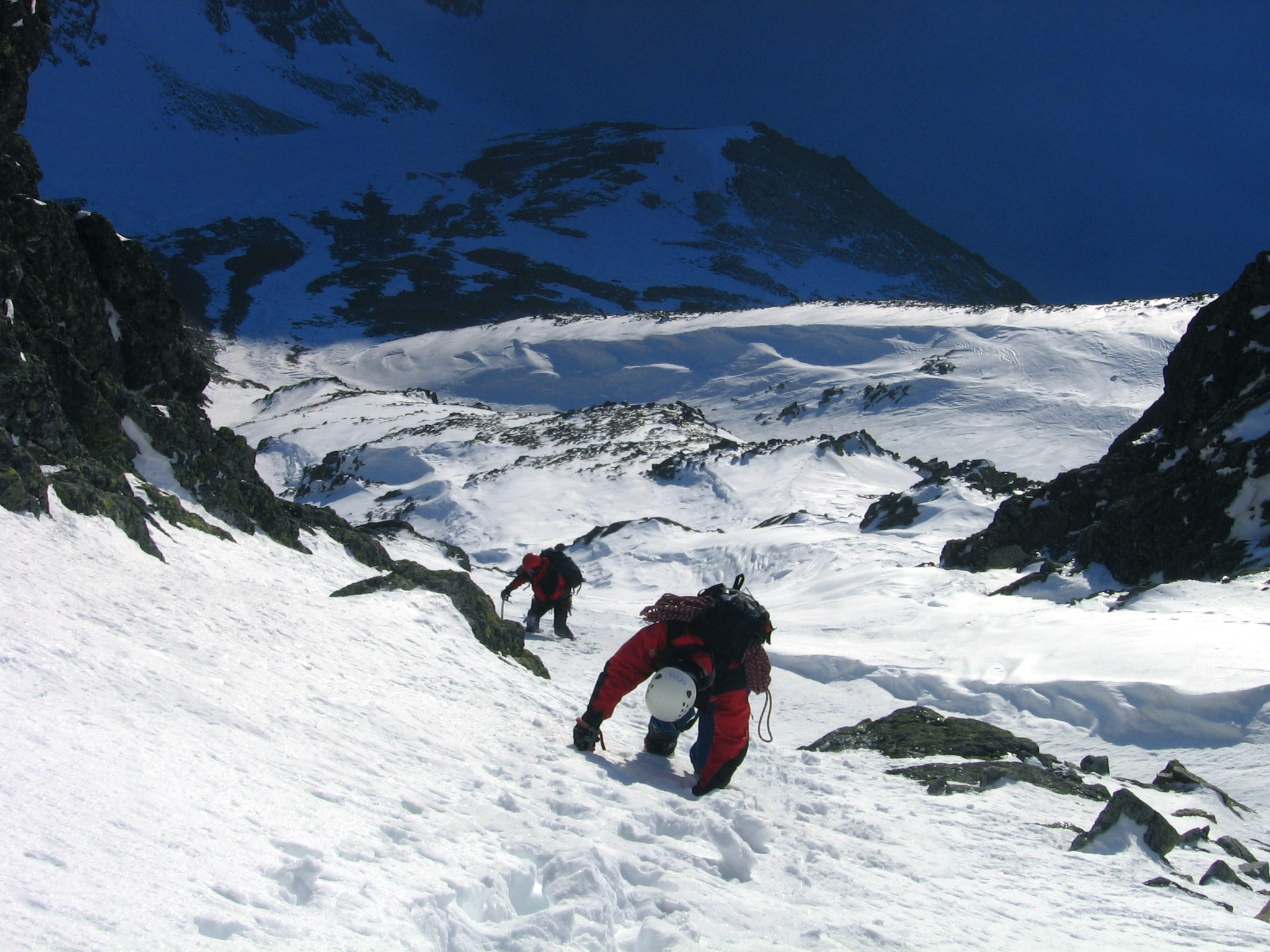
El carácter alpino del Alto Tatra atrae a los montañeros

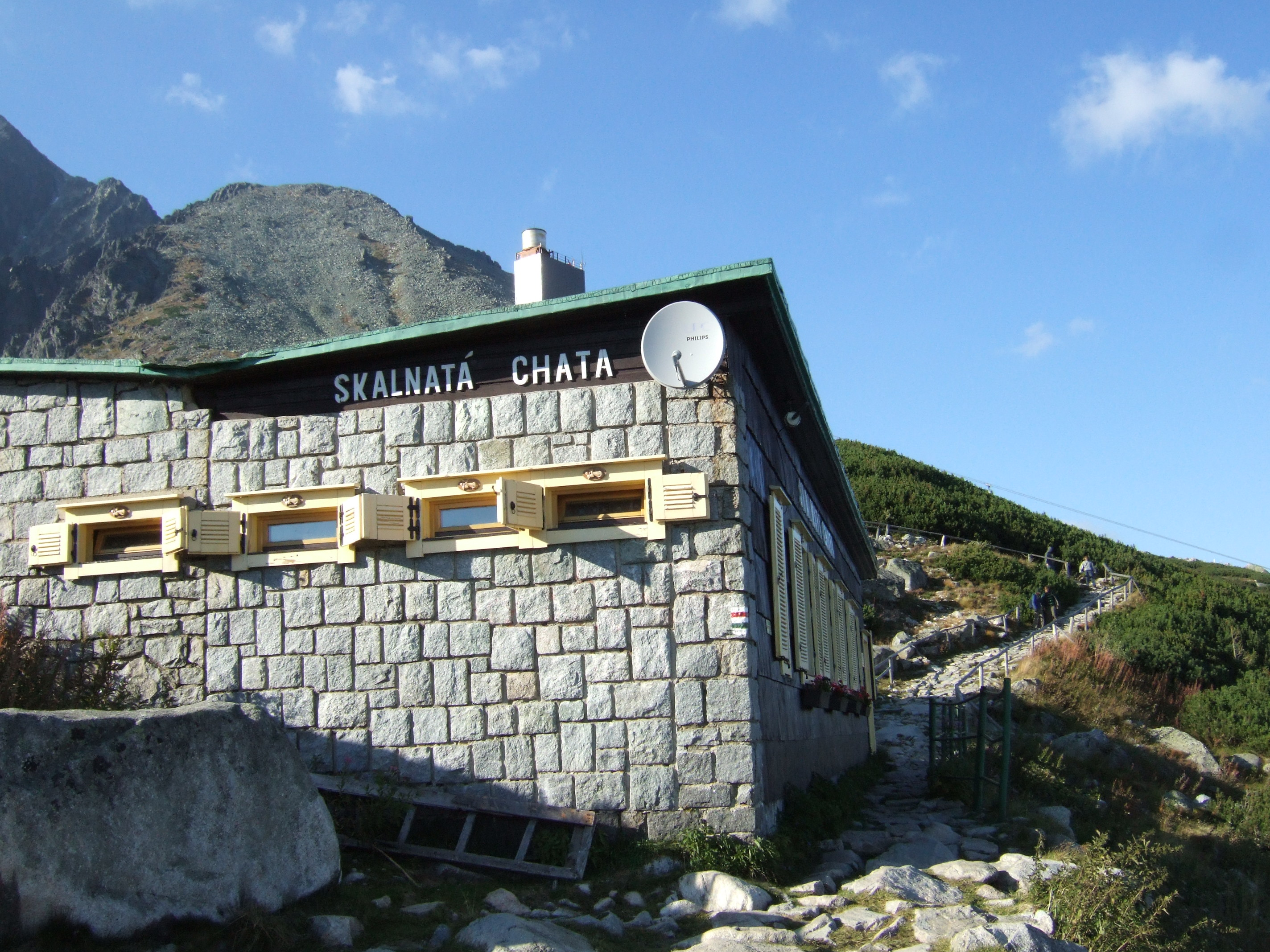
Cabañas en la montaña como esta a medio camino de Lomnický štít son una visión común en el Alto Tatra.

Los quince picos más altos del Alto Tatra —todos ubicados en Eslovaquia— son:
| Pico                 | Elevación (m\|pies) | Elevación (m\|pies) |
| -------------------- | ------------------- | ------------------- |
| Gerlachovský štít    | 2.655               | 8.711               |
| Gerlachovská veža    | 2.642               | 8.668               |
| Lomnický štít        | 2.633               | 8.638               |
| Ľadový štít          | 2.627               | 8.619               |
| Pyšný štít           | 2.623               | 8.605               |
| Zadný Gerlach        | 2.616               | 8.583               |
| Lavínový štít        | 2.606               | 8.550               |
| Malý Ľadový štít     | 2.602               | 8.537               |
| Kotlový štít         | 2.601               | 8.533               |
| Lavínová veža        | 2.600               | 8.530               |
| Malý pyšný štít      | 2.591               | 8.501               |
| Veľká Litvorová veža | 2.581               | 8.468               |
| Strapatá veža        | 2.565               | 8.415               |
| Kežmarský štít       | 2.556               | 8.386               |
| Vysoká               | 2.547               | 8.356               |

### Picos notables
- Kriváň (la "más bella montaña" de Eslovaquia)
- Rysy (popular cumbre polaco-eslovaca que cruza la frontera)

## Lagos de montaña

### Principales lagos
- Morskie Oko - 1.395 m, 51 m de profundidad.
- Czarny Staw pod Rysami - 1.583 m, 76 m de profundidad.
- Wielki Staw Polski - 1.664 m, 79 m de profundidad.
- Štrbské pleso - 1.347 m, 20 m de profundidad.
- Veľké Hincovo pleso - 1.945 m, 54 m de profundidad.

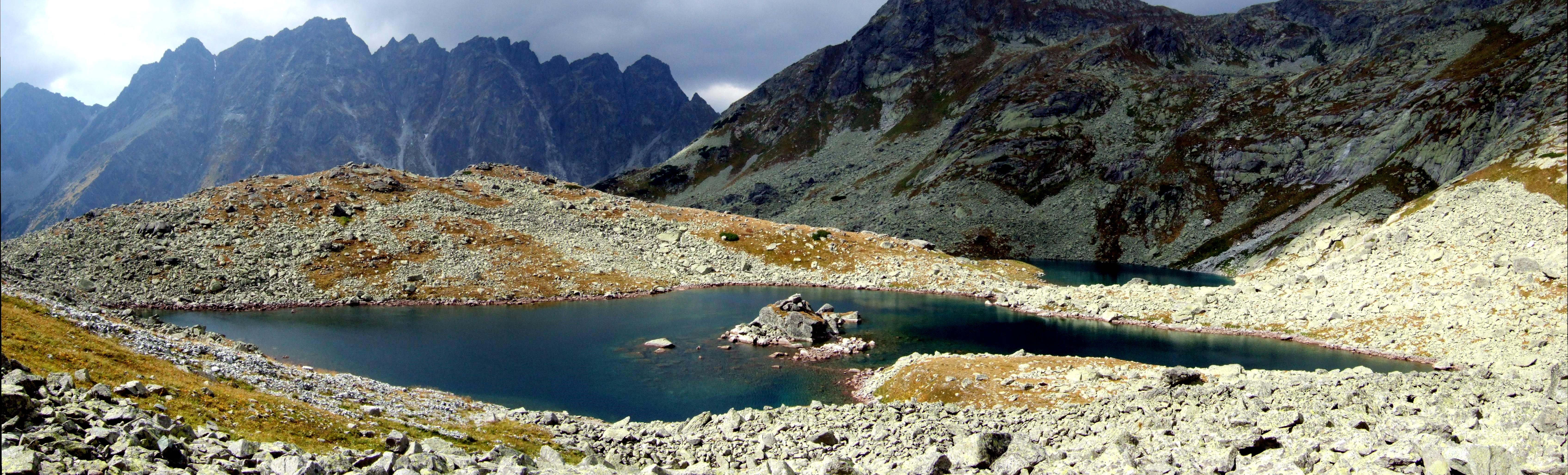
Lago Veľké Žabie pleso (Mengusovské) en el valle de Žabia

### Otros lagos
- Zmrzlé pleso
- Ťažké pleso
- Ľadové pleso
- Batizovské pleso
- Veľké Spišské pleso - 2.019 m, 10 m de profundidad.
- Veľké Žabie pleso (Mengusovské) - 1.921 m, 7 m de profundidad.
- Vysne Bielovoeske Zabie pleso - 1.699 m, 25 m de profundidad.
- Nizne Bielovodske Zabie pleso - 1.675 m, 21 m de profundidad.
- Czarny Staw Gąsienic - 1.624 m, 51 m de profundidad.

## Clima
| Parámetros climáticos promedio de Dolina Pięciu Stawów, Alto Tatra (1991-2020) | Parámetros climáticos promedio de Dolina Pięciu Stawów, Alto Tatra (1991-2020) | Parámetros climáticos promedio de Dolina Pięciu Stawów, Alto Tatra (1991-2020) | Parámetros climáticos promedio de Dolina Pięciu Stawów, Alto Tatra (1991-2020) | Parámetros climáticos promedio de Dolina Pięciu Stawów, Alto Tatra (1991-2020) | Parámetros climáticos promedio de Dolina Pięciu Stawów, Alto Tatra (1991-2020) | Parámetros climáticos promedio de Dolina Pięciu Stawów, Alto Tatra (1991-2020) | Parámetros climáticos promedio de Dolina Pięciu Stawów, Alto Tatra (1991-2020) | Parámetros climáticos promedio de Dolina Pięciu Stawów, Alto Tatra (1991-2020) | Parámetros climáticos promedio de Dolina Pięciu Stawów, Alto Tatra (1991-2020) | Parámetros climáticos promedio de Dolina Pięciu Stawów, Alto Tatra (1991-2020) | Parámetros climáticos promedio de Dolina Pięciu Stawów, Alto Tatra (1991-2020) | Parámetros climáticos promedio de Dolina Pięciu Stawów, Alto Tatra (1991-2020) | Parámetros climáticos promedio de Dolina Pięciu Stawów, Alto Tatra (1991-2020) |
| Mes                                                                            | Ene.                                                                           | Feb.                                                                           | Mar.                                                                           | Abr.                                                                           | May.                                                                           | Jun.                                                                           | Jul.                                                                           | Ago.                                                                           | Sep.                                                                           | Oct.                                                                           | Nov.                                                                           | Dic.                                                                           | Anual                                                                          |
| ------------------------------------------------------------------------------ | ------------------------------------------------------------------------------ | ------------------------------------------------------------------------------ | ------------------------------------------------------------------------------ | ------------------------------------------------------------------------------ | ------------------------------------------------------------------------------ | ------------------------------------------------------------------------------ | ------------------------------------------------------------------------------ | ------------------------------------------------------------------------------ | ------------------------------------------------------------------------------ | ------------------------------------------------------------------------------ | ------------------------------------------------------------------------------ | ------------------------------------------------------------------------------ | ------------------------------------------------------------------------------ |
| Temp. máx. abs. (°C)                                                           | 10.0                                                                           | 10.2                                                                           | 10.5                                                                           | 16.9                                                                           | 22.0                                                                           | 25.8                                                                           | 25.5                                                                           | 26.5                                                                           | 21.8                                                                           | 21.0                                                                           | 16.7                                                                           | 11.5                                                                           | 26.5                                                                           |
| Temp. máx. media (°C)                                                          | -2.2                                                                           | -2.2                                                                           | -0.4                                                                           | 4.2                                                                            | 9.7                                                                            | 13.5                                                                           | 15.3                                                                           | 15.6                                                                           | 10.7                                                                           | 6.9                                                                            | 2.7                                                                            | -1.1                                                                           | 6.1                                                                            |
| Temp. media (°C)                                                               | -5.6                                                                           | -6.0                                                                           | -4.1                                                                           | 0.6                                                                            | 5.6                                                                            | 9.5                                                                            | 11.3                                                                           | 11.4                                                                           | 6.8                                                                            | 3.3                                                                            | -0.4                                                                           | -4.3                                                                           | 2.3                                                                            |
| Temp. mín. media (°C)                                                          | -8.9                                                                           | -9.4                                                                           | -7.3                                                                           | -2.5                                                                           | 2.2                                                                            | 5.9                                                                            | 7.9                                                                            | 8.1                                                                            | 4.0                                                                            | 0.5                                                                            | -3.2                                                                           | -7.4                                                                           | -0.8                                                                           |
| Temp. mín. abs. (°C)                                                           | -26.6                                                                          | -25.6                                                                          | -22.7                                                                          | -17.8                                                                          | -10.8                                                                          | -2.8                                                                           | -0.5                                                                           | -0.5                                                                           | -5.2                                                                           | -14.9                                                                          | -17.8                                                                          | -25.6                                                                          | -26.6                                                                          |
| Precipitación total (mm)                                                       | 94.1                                                                           | 88.1                                                                           | 95.7                                                                           | 121.4                                                                          | 211.2                                                                          | 236.8                                                                          | 313.1                                                                          | 196.6                                                                          | 194.7                                                                          | 145.5                                                                          | 126.5                                                                          | 106.3                                                                          | 1930                                                                           |
| Nevadas (cm)                                                                   | 2843.6                                                                         | 3600.8                                                                         | 4445.5                                                                         | 4026.4                                                                         | 1618.0                                                                         | 140.2                                                                          | 0.9                                                                            | 1.3                                                                            | 70.3                                                                           | 193.8                                                                          | 675.5                                                                          | 1717.6                                                                         | 19333.9                                                                        |
| Días de lluvias (≥ 1 mm)                                                       | 12.6                                                                           | 12.3                                                                           | 13.0                                                                           | 12.7                                                                           | 16.7                                                                           | 16.6                                                                           | 17.6                                                                           | 13.2                                                                           | 12.4                                                                           | 13.2                                                                           | 13.4                                                                           | 13.4                                                                           | 167.1                                                                          |
| Fuente: Promedios y totales mensuales                                          |                                                                                |                                                                                |                                                                                |                                                                                |                                                                                |                                                                                |                                                                                |                                                                                |                                                                                |                                                                                |                                                                                |                                                                                |                                                                                |

## Personas famosas
Ludwig Greiner identifica al pico Gerlachovský štít como la cumbre del Tatra, en los Cárpatos.

### Imágenes
- Varios mapas del Alto Tatra en VysokeTatry.com
- Imágenes del Alto Tatra, calamidad del 19 de noviembre de 2004: pueblos del Alto Tatra después de la tormenta Archivado el 26 de marzo de 2009 en Wayback Machine.

- Datos: Q690323
- Multimedia: High Tatra Mountains / Q690323